# 10
Het jaar 10 is het tiende jaar in de 1e eeuw volgens de christelijke jaartelling.

## Gebeurtenissen

### Europa
- Tiberius Julius Caesar sticht de stad Vasio Vocontiorum in Gallië. Het leefgebied van de Gallische stam de Vasii; de Romeinen bouwen een amfitheater, tempels, thermen en aquaducten. Het wordt een van de eerste steden in de streek die het christendom aanneemt.

### Parthië
- In het Parthische Rijk ontstaat een strijd om het koningschap, Artabanus II verzamelt een leger in Medië en komt in opstand tegen koning Vonones I.

## Geboren
- Heron van Alexandrië, Grieks wetenschapper (overleden 70)